# David Cook (popzanger)
David Roland Cook (Houston, 20 december 1982) is een Amerikaanse zanger en winnaar van het zevende seizoen van American Idol.

## Muzikale achtergrond
David was de zanger en gitarist van de band Axium van 1999 tot 2006. Zijn band werd gekozen tot een van de 15 beste onafhankelijke bands van het land in een Got Milk? wedstrijd en werd in 2004 verkozen tot de beste band in Kansas City.
Nadat Axium in 2006 uit elkaar ging, verhuisde David naar Tulsa, Oklahoma en ging bij de regionale touringband Midwest Kings, waar hij in de achtergrond zong en gitaar en bas speelde.
David heeft ook een onafhankelijk soloalbum uitgegeven in 2006, Analog Heart. Dit album had hij geschreven van 2004 tot 2006 en David heeft hiervan ook de illustraties ontworpen. Dit album werd verkozen door de website 'Music Equals Life' tot op drie na beste uitgave in 2006. Ook won David de Urban Tulsa Weekly's "Absolute Best of Tulsa" Award voor "Best Locally Produced, Independent Album" in 2007. Voordat hij verscheen in American Idol was hij net klaar met zijn tweede album. Door zijn deelname aan Idol weet hij echter niet wanneer en of hij dit album nog kan uitgeven. In het weekend van 18 tot 20 april 2008 was 'Analog Heart' het nummer 1-album bij "Today's Top MP3 Albums" op Amazon.com. Vlak daarna werd het album echter verwijderd van Amazon.
Op 18 november 2008 komt het album David Cook uit, het album dat is opgenomen naar aanleiding van Cooks winst van American Idol.

## American Idol
David deed auditie voor American Idol in Omaha, waar hij Bon Jovi's Livin' on a Prayer zong. In eerste instantie kwam David als steun voor zijn broertje Andrew naar de audities (die niet verder kwam), maar besloot het zelf ook te proberen. De juryleden waren enthousiast en David mocht door naar de Hollywood-audities.
Dit jaar mochten de deelnemers voor het eerst zelf met instrumenten spelen en hier maakte David gebruik van met zijn gitaar. Jurylid Simon Cowell maakte echter de opmerking dat hij dacht dat David erg kwetsbaar zou zijn op het podium zonder zijn gitaar en gaf hem een 'Nee' voor de volgende ronde. Juryleden Paula Abdul en Randy Jackson waren het hier niet mee eens en lieten hem door.
Na de eerste paar liveshows werd duidelijk dat David een rock-achtige draai aan liedjes geeft, zo ook aan Lionel Richies 'Hello'. Lionel Richie heeft hier zelf over gezegd dat hij Davids versie geweldig vindt en dat het een hit zou kunnen worden. David kwam in opspraak doordat mensen zeiden dat hij niet zelf deze draai aan liedjes gaf, maar dat hij zich liet inspireren door andere artiesten die dezelfde liedjes hadden gecoverd met een rock-versie ervan. David had echter altijd gelijk al gezegd waar hij de inspiratie vandaan had gehaald, maar tijdens een liveshow herhaalde hij toch nog maar eens de namen van deze artiesten, op aandringen van presentator Ryan Seacrest. Verder heeft hij een aantal liedjes, zoals 'Hello', 'Always be my baby' en 'Little Sparrow' wel zelf veranderd qua muziek en opvoering.
Op Davids gitaar staan de letters 'AC'. David vertelde TVGuide dat dit was omdat zijn broers Adam en Andrew heten en dat hij door bijgeloof hun initialen overal op zet. Ook draagt hij sinds de Top 12-week een oranje polsbandje om een 7-jarige fan te steunen die leukemie heeft.
Op 1 april 2008 werd David, een paar uur na een liveshow van American Idol, naar het ziekenhuis gebracht met een snelle hartslag en een hoge bloeddruk. Er werd gezegd dat hij zich al niet goed voelde voor de liveshow, maar dat hij weigerde naar het ziekenhuis te gaan voordat de liveshow over was. Stress over een terugslag in zijn broer Adams gevecht tegen kanker zou hier een rol in hebben kunnen spelen. David werd snel weer ontslagen uit het ziekenhuis en maakt het verder goed.
Over het algemeen heeft David erg goede commentaren van de juryleden gehad en er werd hem zelfs een aantal keer gezegd dat hij de volgende 'American Idol' zou worden. Samen met David Archuleta is hij de enige die nooit op een van de stoelen hoefde plaats te nemen die weergeven wie die minste stemmen heeft gehad. Het is dit seizoen ook de eerste keer dat er twee deelnemers in de finale zitten die nog nooit op die stoel hebben plaatsgenomen.
Op 14 mei 2008 werd David in de finale van American Idol gestemd, waar hij het opnam tegen de 17-jarige David Archuleta.
Op 21 mei 2008 is David de zevende American Idol geworden, waarbij hij 12 miljoen stemmen meer had gekregen dan Archuleta. Tijdens de finale van Idol verscheen David in een reclame voor Guitar Hero, waarin hij Tom Cruise in Risky Business nadeed. Nadat hij tot winnaar was uitgeroepen, zong hij de eerste single die hij erna uit zou brengen: The Time of my life.

## Discografie

### Studioalbums
Axium
- 2002: Matter of Time
- 2003: Blindsided
- 2004: The Story Thus Far

Midwest Kings
- 2006: Incoherent With Desire To Move On

Solo
- 2006: Analog Heart
- 2008: David Cook
- 2011: This Loud Morning

Ep's
- 2012: This Quiet Night

### Livealbums
Axium
- 2004: Alive in Tulsa

### Singles
- 2008: "The Time of My Life"
- 2008: "Light On"
- 2009: "Come Back to Me"
- 2009: "Bar-Ba-Sol"
- 2011: "The Last Goodbye"
- 2011: "Fade Into Me"
- 2012: "The Last Song I'll Write For You"

- Gemeinsame Normdatei: 136896421
- International Standard Name Identifier: 0000 0000 5556 2503
- Library of Congress Control Number: no2008168368
- MusicBrainz: 966e1095-b172-415c-bae5-53f8041fd050
- Virtual International Authority File: 24429479
- WorldCat: E39PBJmXQbRtvy6KG6ctwggkDq